# 강원도 순직소방인 추모비

## 개요

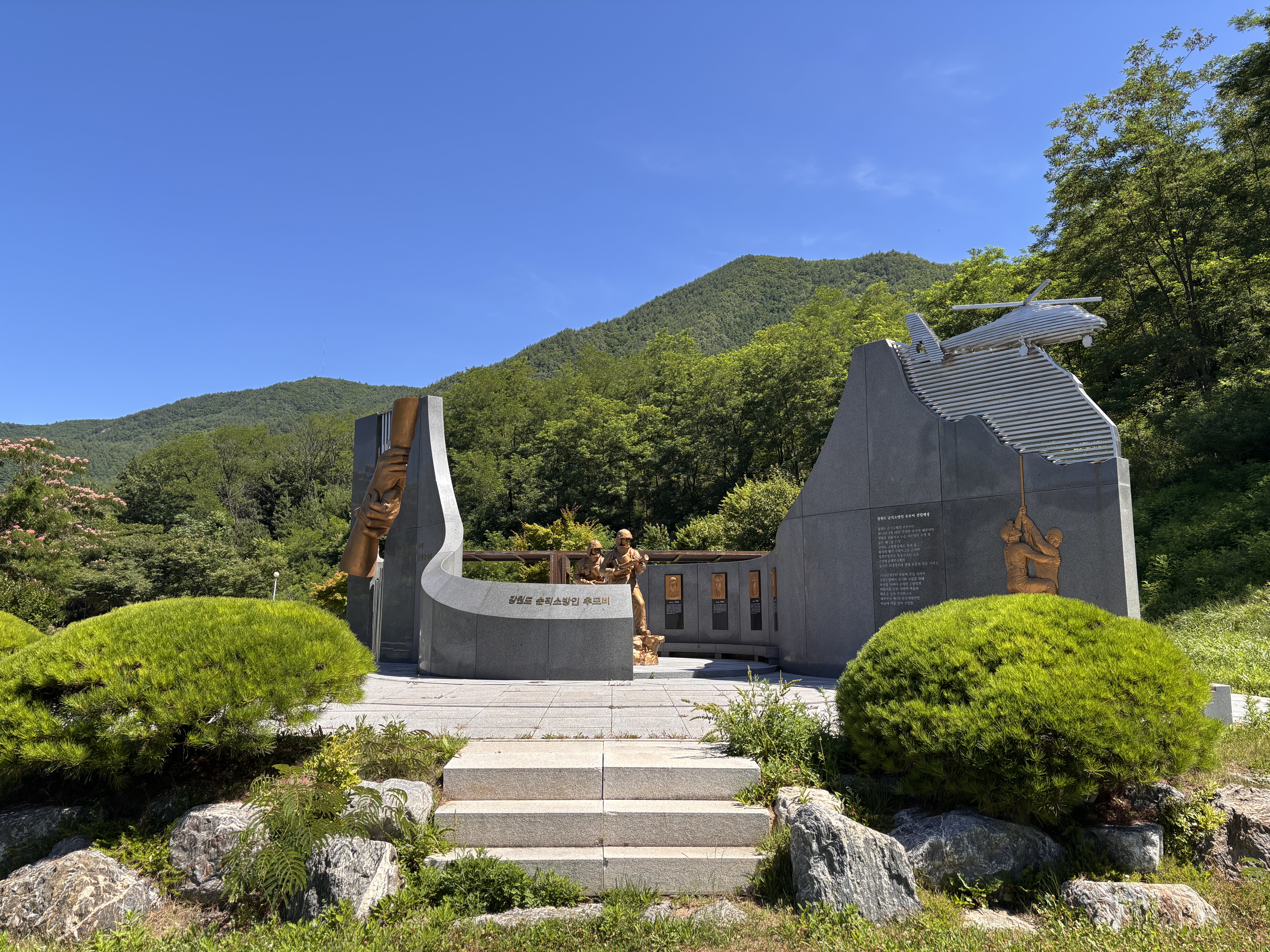
강원도 순직소방인 추모비

강원도 순직소방인 추모비는 강원특별자치도 태백시에 위치한 365세이프타운 내에 조성된 기념 시설로, 강원도 소방공무원과 의용소방대원 가운데 직무 수행 중 순직한 인물들의 숭고한 희생을 기리기 위해 세워졌다. 이 추모비는 2014년 세월호 참사 수색 활동 중 헬기 추락 사고로 순직한 강원도소방본부 특수구조단 소속 소방공무원 이은교 외 4인을 포함하여, 강원도 내에서 직무 중 사망한 37명의 소방공무원과 4명의 의용소방대원의 이름을 기리는 장소이다.
이 시설은 2016년 대한민국 정부에 의해 국가현충시설로 지정되었으며, 이는 전국 최초의 소방 관련 국가현충시설이라는 점에서 의미를 가진다. 강원도 소방본부는 해당 추모비를 단순한 기념물이 아닌, 소방 조직의 사명감과 헌신을 후속 세대에 계승하는 교육적 공간으로 적극 활용하고 있다.
해마다 6월 6일 현충일을 비롯한 다양한 공식 기념일과 소방행사일에 이 추모비 앞에서는 도 소방본부장과 각 소방서 관계자, 유족, 소방교육생 등이 참석한 가운데 헌화와 묵념 등의 추모 행사가 진행된다. 예를 들어 2023년 제68회 현충일에는 약 80여 명이 참석하여 도내 출신 순직 소방인의 이름을 되새기며 추모의 시간을 가졌고, 2024년 제69회 현충일에는 당시 본부장이던 최민철 소방감이 “국가를 위한 희생을 계승해야 한다”고 밝히며 헌화와 묵념을 주관하였다. 2025년에는 김승룡 강원도소방본부장이 직접 참석하여 “위기 앞에서 가장 먼저 나섰던 분들의 용기와 헌신은 모두가 기억해야 할 가치”라고 언급하며 참배를 진행하였다.
추모비 자체는 간결한 돌비석 형식으로 조성되어 있으며, 각 순직자의 이름이 음각되어 있다. 물리적 시설로서의 상징성 외에도, 이 장소는 신임 소방공무원의 입교식과 같은 교육 과정에서 헌신의 의미를 되새기는 훈육 공간으로 기능하며, 실제로 강원소방학교 교육생과 현장대원들이 주기적으로 참배하고 있다.
추모비 조성 및 유지관리에는 강원도청과 강원도소방본부가 함께 참여하고 있으며, 이를 통해 강원도민의 안전을 위해 헌신한 이들의 정신이 지역사회 전반에 공유되도록 하는 데 목적이 있다. 이처럼 강원도 순직소방인 추모비는 단지 개별 사고를 기리는 공간을 넘어, 지역사회 전체의 안전문화 형성과 소방공무원의 직업적 사명을 상징적으로 전달하는 장소로 자리잡고 있다.